# Jogo Duplo (telenovela)
Jogo Duplo é uma telenovela portuguesa transmitida pela TVI entre 4 de dezembro de 2017 e 18 de novembro de 2018, substituindo A Impostora e sendo substituída por A Teia. É produzida pela Plural Entertainment. É gravada em Setúbal e na Ásia com algumas cenas também gravadas em Macau e Vietname.
É protagonizada por João Catarré, Sara Prata, Diogo Infante e Fernanda Serrano.
Foi reposta na TVI Ficção em 2020.

## Sinopse
Após um exílio em Macau, onde se tornou um homem rico e perigoso, João Guerra (João Catarré) resolve regressar a Portugal para reconquistar Margarida (Sara Prata), o amor perdido da sua adolescência e filha de Afonso (Nuno Homem de Sá) e Maria João Barbosa (Fernanda Serrano), que provocaram a separação do jovem casal, no passado.
Uma vez na sua terra natal, João encontra-se no meio de uma ancestral rivalidade entre as famílias Guerra e Barbosa, numa região que vive um conflito entre a urbanidade, a ruralidade e o turismo de luxo do litoral, e onde nem sempre a coabitação é pacífica.
No entanto, todos estes conflitos irão ser eclipsados por uma maior ameaça externa quando Manuel Qiang (Diogo Infante), o antigo patrão de João, em Macau, após ter perdido a guerra com uma tríade rival, regressa a Portugal juntamente com a sua arma mais poderosa, Susana Wang (Jani Zhao), decidido a conquistar um novo império empresarial, sem escrúpulos e com recurso a todos os métodos legais e ilegais.
João irá ter de enfrentar o seu antigo mentor e tentar reunir, à sua volta, as forças da região, pois este homem poderoso só poderá ser derrotado se todos os inimigos resolverem as suas diferenças e se tornarem aliados.
Movendo-se neste tabuleiro de jogo em constante mutação, teremos os vários lados de uma sociedade complexa, rica em acontecimentos bombásticos, onde se envolvem os elementos da polícia, que lutam contra o crime, os professores e alunos de uma escola de artes, que tentam marcar a diferença pela via artística, os jornalistas que gerem e procuram as notícias, os empresários ou populares, que trabalham em condições muito diversas, e uma profusão de personagens complexas, numa história onde os heróis serão capazes de atos terríveis e os vilões terão momentos de salvação.

## Elenco

### Elenco Principal
- João Catarré - João Guerra (Protagonista)
- Sara Prata - Margarida Barbosa (Protagonista)
- Diogo Infante - Manuel Qiang/Fernandes (Antagonista)
- Fernanda Serrano - Maria João Barbosa (Protagonista)
- Nuno Homem de Sá - Afonso Barbosa (Co-Protagonista)
- João Lagarto - Teodoro Guerra (Co-Protagonista)
- Manuela Couto - Clara Neves
- Luís Esparteiro - Vítor Duque
- Sofia Grillo - Helena Duque
- Vitor D’Andrade - Tomás Vaz Melo
- Paula Neves - Marta Monteiro
- Sandra Faleiro - Amália Reis
- Diana Costa e Silva - Laura Barbosa Guerreiro
- Sérgio Praia - Luís Humberto
- Afonso Pimentel - Rodrigo Sousa
- Ana Varela - Diana Barbosa
- Sabri Lucas - Óscar Mourão
- Graciano Dias - Tiago Venâncio
- Sandra Santos - Emília Venâncio
- Fernando Pires - Miguel Cássio
- Anna Eremin - Cátia Sobral
- Jani Zhao - Susana Wang (Co-Antagonista)
- Duarte Gomes - Diogo Guerra
- Sara Barradas - Gabriela Nunes
- Rodrigo Tomás - Alexandre Guerra
- Alba Baptista - Leonor Neves
- Bárbara Branco - Sandra Duque
- Luís Ganito - Renato Nunes
- Sofia Arruda - Teresa Santos
- Tiago Felizardo - Rafael Borges
- Joana Câncio - Catarina
- Filipe Matos - Fernando Alves «Freddy»
- Maria Hasse - Patrícia Dias
- Gonçalo Babo - Steven Barbosa Guerra
- João de Brito - Sérgio Sarabando
- Liliana Brandão - Sílvia Cunha

### Participação Especial
- António Melo - Francisco «Ti Chico»
- Maria Emília Correia - Rosa Trindade
- Pompeu José - Telmo Carrapatoso

### Atores convidados
- Rui Mendes - Padre Sousa
- Carla Andrino - Maria Nunes
- Vítor Norte - Henrique Neves
- Marco D'Almeida - Ele próprio
- Paulo Pires - Ele próprio

## Elenco Adicional
- Eurico Lopes - Osvaldo Branco
- Marques D'Arede - Tobias
- João Brás - Joaquim Sequeira
- Ana Lopes Gomes - Sónia Mateus
- Luís Nascimento - Zhu
- Patrícia Yuan - Mónica
- Mariana Marques Guedes - Alice
- Diogo Almeida - Ryan
- André Caramujo - "Botija"
- Diogo Branco - Mercenário
- Joana Ribeiro Santos - Enfermeira
- Jorge Mota - Pai de Tomás Vaz Melo
- Alexandre Ferreira
- Chris Murphy - Empresário americano
- Florbela Oliveira
- Susana Sá - Bárbara
- Helder Gamboa
- Igor do Vale - Chefe Bruno Silva
- Joaquim Frazão- Paramédico Nuno Ferreira
- Lourenço Henriques - Álvaro
- Mafalda Teixeira - Acompanhante
- Martim Pedroso - Jorge
- Paulo Duarte Ribeiro
- Pedro Giestas - Capitão Silva
- Pedro Martins
- Rodrigo Sousa Machado - Empresário americano
- Tiago Costa - Mane
- Sara Norte - Recepcionista do Hotel
- Alexander Tuji Nam - Segurança
- Marina Markina -Grushenka
- Maiko Sarmento - Barman

## Banda sonora
A banda sonora original da telenovela foi lançada no dia 27 de abril de 2018. O CD traz 21 canções, incluindo o tema principal da produção.
| N.º | Título                   | Música                                  | Personagem       | Duração |  |
| 1.  | "Bang"                   | Ella Nor                                | Genérico         |         |  |
| 2.  | "It's Gotta Be You"      | Isaiah                                  | João e Margarida |         |  |
| 3.  | "Lights Down Low"        | MAX feat. gnash                         | João e Margarida |         |  |
| 4.  | "Skin"                   | Rag'n'Bone Man                          | João             |         |  |
| 5.  | "Sorry Not Sorry"        | Demi Lovato                             | Maria João       |         |  |
| 6.  | "September Song"         | JP Cooper                               | João e Margarida |         |  |
| 7.  | "i hate u, i love u"     | gnash ft. olivia o'brien                | Leonor e Luís    |         |  |
| 8.  | "Para Longe"             | Anjos                                   | Diogo e Gabriela |         |  |
| 9.  | "Faz Tempo"              | João Pedro Pais                         | João e Margarida |         |  |
| 10. | "Diz Sim"                | Tiago Bettencourt feat. Vanessa da Mata |                  |         |  |
| 11. | "Balelas"                | Cuca Roseta                             |                  |         |  |
| 12. | "I Feel Love Inside"     | Aurea feat. Enoque                      |                  |         |  |
| 13. | "Olha Como a Vida É Boa" | Mafalda Veiga                           |                  |         |  |
| 14. | "Stronger"               | Kelly Clarkson                          |                  |         |  |
| 15. | "A Canção"               | Miguel Angelo                           | Luís             |         |  |
| 16. | "Feita de Ferro"         | Via                                     |                  |         |  |
| 17. | "You I Want"             | Siraiva feat. M. Maggie                 | Marta            |         |  |
| 18. | "Porque Eu te Amo"       | C4 Pedro                                |                  |         |  |
| 19. | "Reverie"                | Diana Martinez e The Crib               |                  |         |  |
| 20. | "Eu Penso em Ti"         | Pedro Miguel                            |                  |         |  |
| 21. | "Broken One"             | Kate Mirson                             |                  |         |  |

## Audiências
Na estreia, dia 4 de dezembro de 2017, Jogo Duplo marcou 12,8% de rating e 32,5% de share, com cerca de 1 milhão e 240 mil espectadores, na liderança. Ao fim de 267 episódios exibidos, o episódio final de Jogo Duplo registou 11,1% de rating e 21,9% de share, com cerca de 1 milhão e 078 mil espectadores, na vice liderança. Sua média final foi de 8,5% de rating e 23,6% de share, o que equivale a cerca de 821 mil espectadores, um dos piores resultados de uma novela da TVI desde Mundo ao Contrário em 2013.
| Média | Média     | Episódios exibidos | Rating | Share | Ref.   |
| ----- | --------- | ------------------ | ------ | ----- | ------ |
| 2017  | Dezembro  | 23                 | 9,5%   | 26,2% | [ 4 ]  |
| 2018  | Janeiro   | 25                 | 9,0%   | 24,4% | [ 5 ]  |
| 2018  | Fevereiro | 24                 | 8,1%   | 22,6% | [ 6 ]  |
| 2018  | Março     | 22                 | 8,5%   | 23,5% | [ 7 ]  |
| 2018  | Abril     | 20                 | 8,3%   | 22,5% | [ 8 ]  |
| 2018  | Maio      | 21                 | 8,2%   | 22,9% | [ 9 ]  |
| 2018  | Junho     | 18                 | 8,5%   | 23,6% | [ 10 ] |
| 2018  | Julho     | 25                 | 9,2%   | 25,5% | [ 11 ] |
| 2018  | Agosto    | 22                 | 8,2%   | 23,7% | [ 12 ] |
| 2018  | Setembro  | 24                 | 8,0%   | 23,5% | ...    |
| 2018  | Outubro   | 28                 | 7,9%   | 22,7% | [ 13 ] |
| 2018  | Novembro  | 15                 | 8,3%   | 22,4% | [ 14 ] |
| Total | Total     | 267                | 8,5%   | 23,6% |        |

## Recepção
A 9 de janeiro de 2018, um episódio mostrou as atrizes Jani Zhao e Anna Eremin a terem um caso escaldante de sexo lésbico. A emissora recebeu bastantes elogios e a cena foi aplaudida por muitos telespectadores.